# あひるの手紙
『あひるの手紙』（あひるのてがみ、Ahiru no tegami, 英: The “DUCK” letter）は、日本の小説家朽木祥による児童文学。

## 概要
2014年3月30日、佼成出版社より「おはなしみーつけた！シリーズ」の1作として刊行された。絵は、ささめやゆきによる。装丁は、津久井香乃古（エジソン）による。
2015年4月、日本児童文学者協会が主催する第55回日本児童文学者協会賞を受賞する。2016年、ドイツのミュンヘン国際児童図書館 (de:Internationale Jugendbibliothek) が発行する国際推薦児童図書目録、ホワイト・レイブンズ (The White Ravens) に選定されている。
本作は、広島にある小学校に実際に届けられた手紙にまつわるエピソードをもとに執筆された。

## あらすじ
ある年の春のつつじの花が咲いた頃に、ほんまち小学校に不思議な手紙が送付されてくる。手紙は、1年生のみんなに宛てられており、差出人は「たなかけんいち」となっていた。封筒に入っていた便箋には、「あひる」のたった3文字だけしか記されていなかった。1年生のみんなは、どのような返事を書けば良いか、一生懸命に考える。やがて、1人の児童が名案を思い付く。

## 主な登場人物
よしえ
教師。
ようこ
児童。
みどり
児童。
たいち
児童。

## 評価
ホワイト・レイブンズのウェブサイトには、「魅力的なイラストが、人の心を動かす物語にとてもよく合っている。子どもたちとけんいちによって記され、描かれた手紙のイラストは、特に魅惑的である」(“The charming illustrations match the touching story very well. The illustrations of the letters written and drawn by the children and Kenichi are especially captivating.”) との評価が掲載されている。